# Donkey Kong (serie de jocuri)
Donkey Kong este o franciză media controlată de Nintendo și creată de Shigeru Miyamoto în anul 1981 (data exactă a lansării nu este cunoscută). Personajul principal al acestor jocuri este o gorilă pe nume Donkey Kong, numele făcând referință la cunoscutul King Kong. Acesta este însoțit de nepotul său, Diddy Kong, apărut pentru prima dată în Donkey Kong Country, de pe Super NES. Jocul Donkey Kong de pe arcade este prima creație a cunoscutului designer de jocuri video japonez, Shigeru Miyamoto.

## Jocuri video
Vezi: Lista jocurilor video Donkey Kong
Seria de jocuri video Donkey Kong este una dintre cele mai populare francize de platformă de la Nintendo. Unele jocuri ale acestei serii au fost create de către firma Rare, în colaborare cu Nintendo, însă în prezent, Rare a fost achiziționată de către Microsoft, pentru a produce jocuri pe consolele Xbox și nu mai este o firmă second-party pentru Nintendo. Donkey Kong a apărut și în seria de jocuri Super Smash Bros., alături de alte personaje cunoscute de la Nintendo.

### Informații

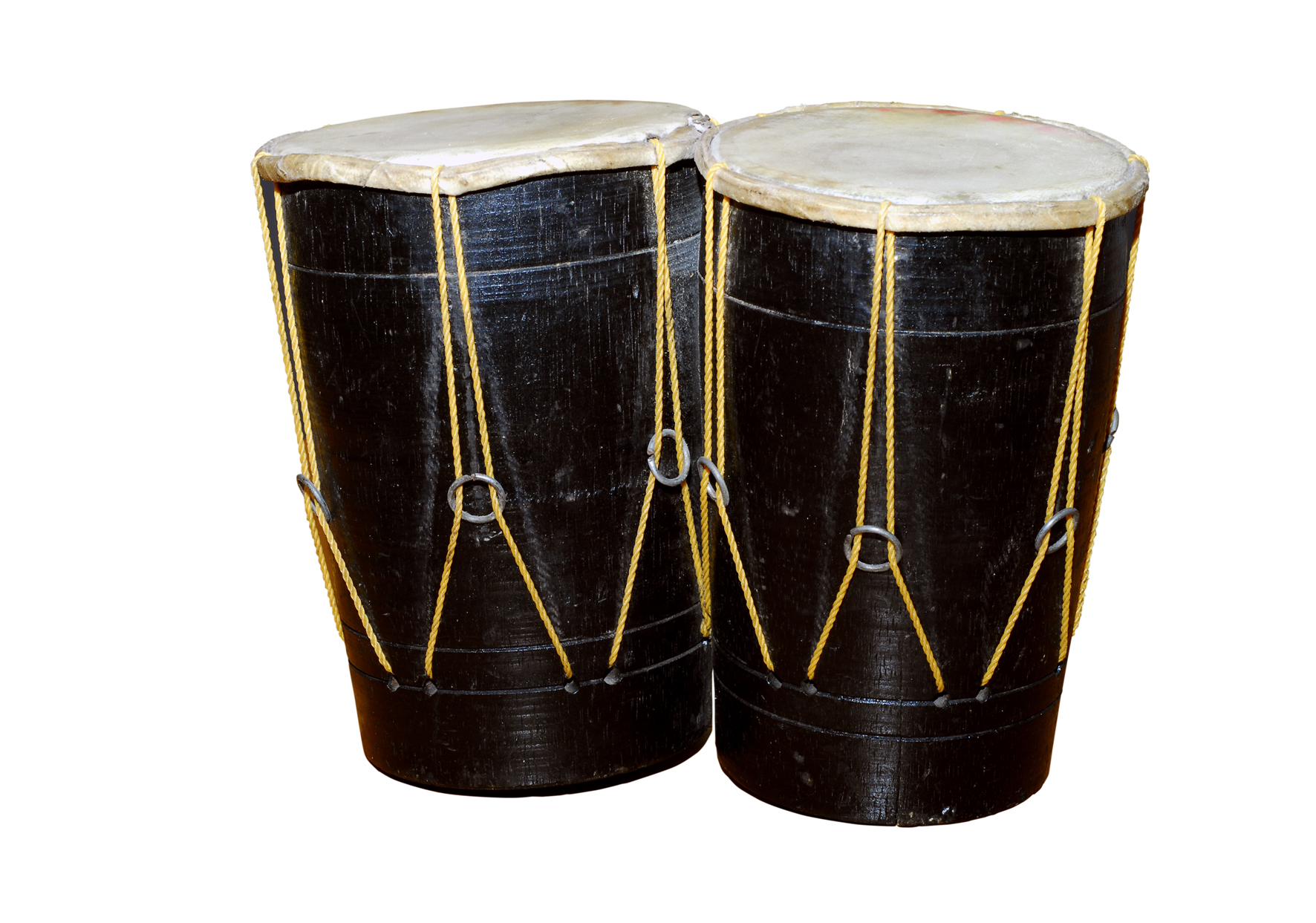
Donkey Kong: Jungle Beat şi DK Bongos

Jocurile Donkey Kong de pe Nintendo GameCube se pot juca cu ajutorul unor tobe bongo speciale, cunoscute ca DK Bongos. Acestea au formă de butoaie și sunt compatibile cu Donkey Konga, Donkey Konga 2, Donkey Konga 3 (apărut doar în Japonia) și Donkey Kong: Jungle Beat. Se presupune că vor fi disponibile și pentru DK: Bongo Blast, ce va debuta în 2007, pe Wii.
Donkey Kong este cunoscut pentru faptul că are o familie foarte extinsă, toți având în numele lor cuvântul Kong. De asemenea, și Mario a debutat în jocul Donkey Kong de pe arcade, purtând numele de Jumpman. Scopul său era acela de a o salva pe frumoasa Pauline din mâinile diabolicului Donkey Kong. Datorită succesului foarte mare al acestui joc, cei de la Nintendo s-au hotărât să-i creeze o serie proprie lui Mario, alături de fratele său Luigi. Donkey Kong a rămas unul dintre personajele principale ale seriei Mario, alături de: Mario, Luigi, Princess Peach, Bowser, Toad, Wario și Yoshi.